# 田中正訓
田中 正訓（たなか まさのり、1960年2月22日 - ）は、MRT宮崎放送スポーツ局長（元アナウンサー）。

## 経歴
- 大阪府柏原市出身[1]、関西学院高等部→関西学院大学文学部美術学科卒業[1]
- 1983年 MRTに入社[1]。血液型A型[1]
- 2008年1月 営業局営業部
- 営業局営業部長
- 2013年7月 営業局長[3]
- 2015年6月 執行役員東京支社長[4]
- 2017年2月 スポーツ局長・スポーツ文化部長[4][2]
- 2018年3月 現職[2]

## エピソード
- 入社した当初は「ついこの前まで使っていた関西弁が使えずに苦労した」ということもあったといい、またその風貌から「NHKの方では?」とリスナーに言われたことがあったという[1]。
- 現在はアナウンサーではないが、ラジオの「ニュースタイム」のタイトルコールを引き続き行っている。

## 補足
- 現在、宮崎ローカルでアダプトゲン製薬のサプリメントのお酒「ヤングライフZ」のCMにキャスター役で出演している。

## アナウンサー時代の担当番組

### テレビ
- アッパレ!miyazaki
- MRTイブニング・ニュース
- 報道いま宮崎
- 全国高校ラグビー大会（県大会決勝、全国大会では宮崎代表校の試合を中心に2回戦まで実況を担当）
- 全国高校サッカー選手権大会（県大会決勝、全国大会では宮崎代表校初戦の実況などを担当）
- ダンロップフェニックストーナメント（1990年代、ホールリポーターを担当）

### ラジオ
- くらしのレーダー